# 佐藤春夫纪念馆
佐藤春夫記念館（日语：佐藤春夫記念館）是一座位于日本和歌山县新宫市的博物馆。与芦屋市谷崎润一郎纪念馆是姐妹馆。

## 历史
1927年建筑物竣工，曾经是日本小说家佐藤春夫在东京都故居，后整体迁移到其故乡和歌山县新宫市的熊野速玉大社之内，1989年建成开放。
博物馆陈列着作家手稿，绘画和最喜欢的物品。还有与井上靖、井伏鱒二、奥野信太郎、庄野英二、柴田鍊三郎、檀一雄、中谷孝雄、安岡章太郎、吉行淳之介的来往书信。

## 画廊

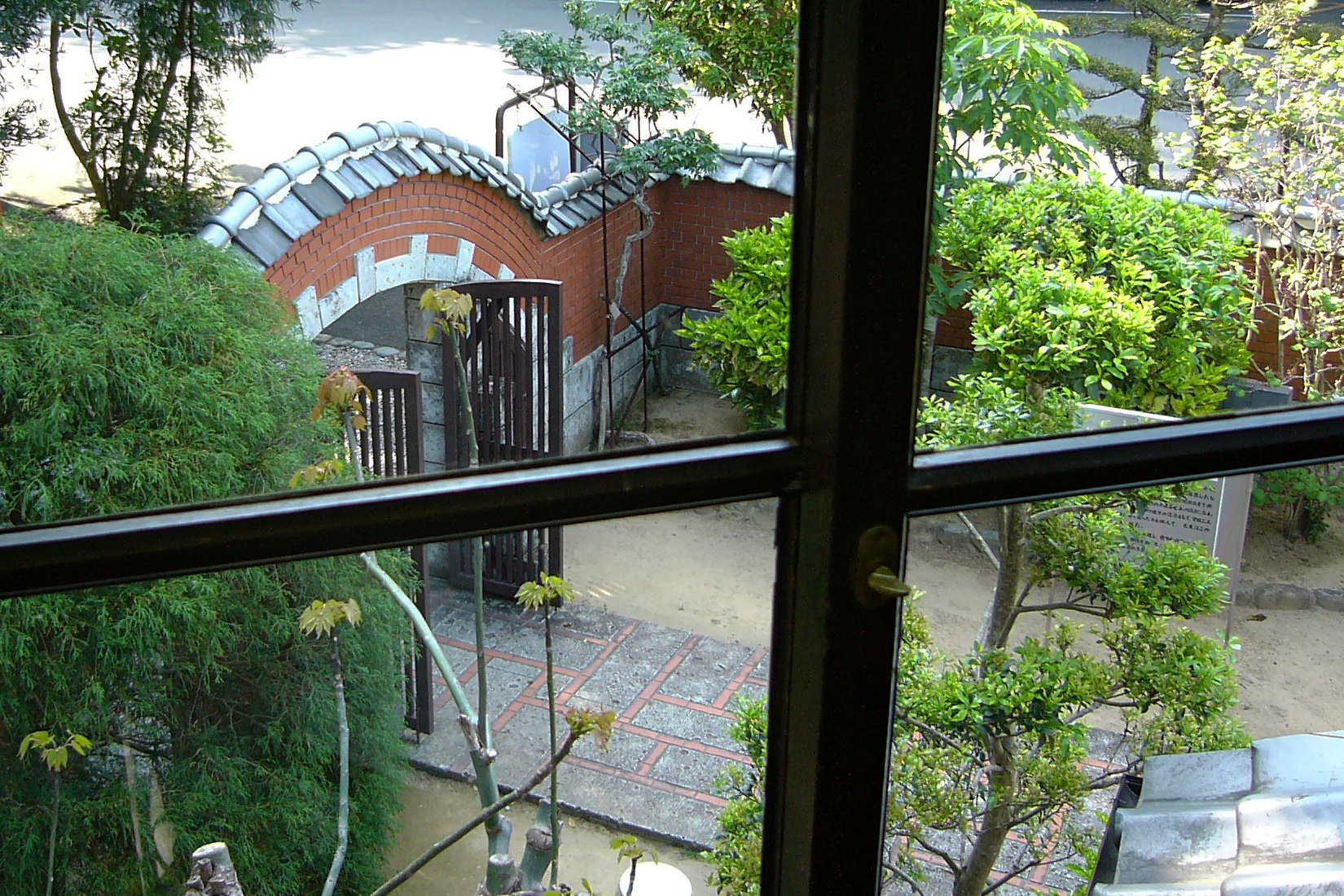
二楼
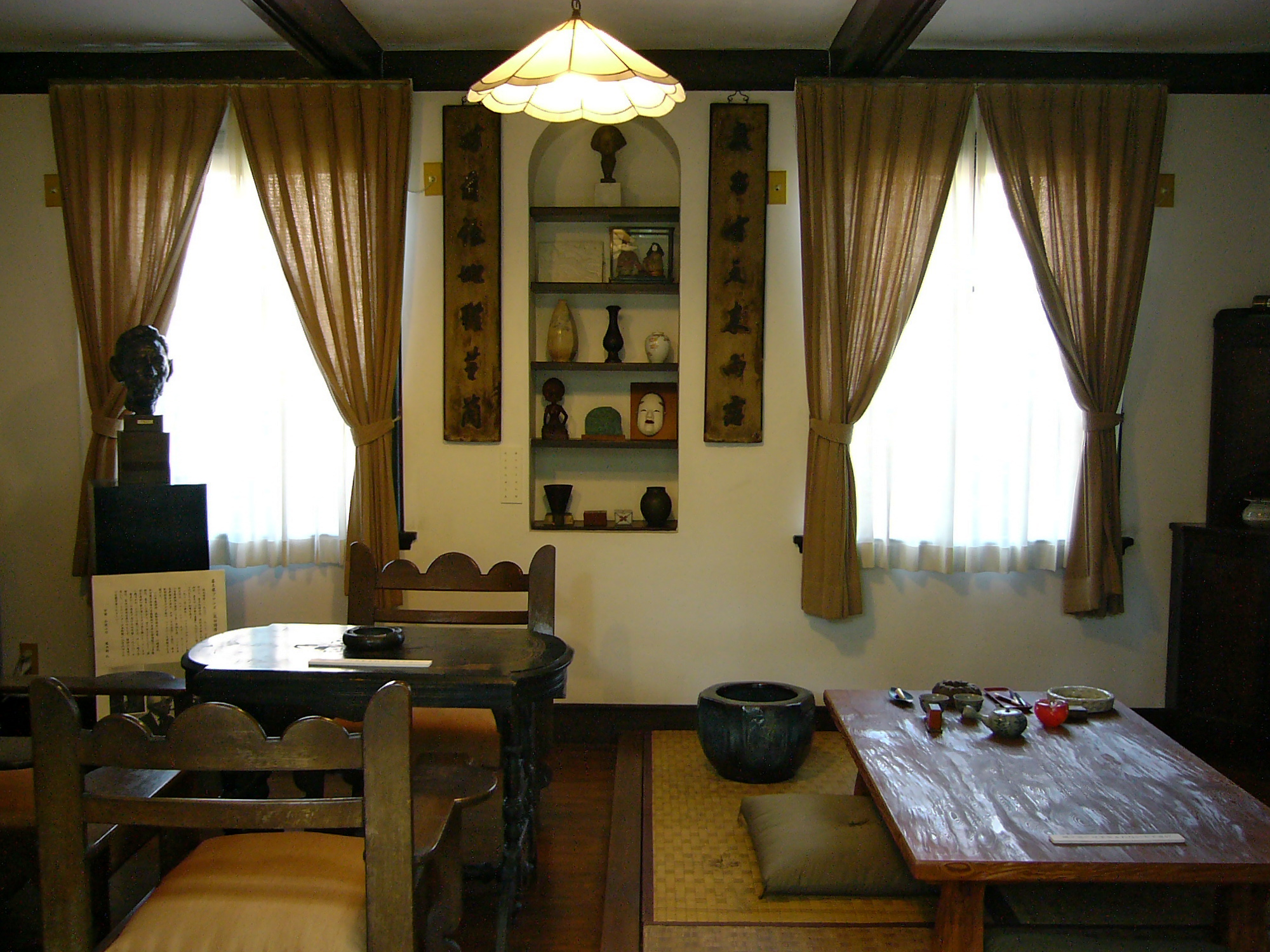
一楼
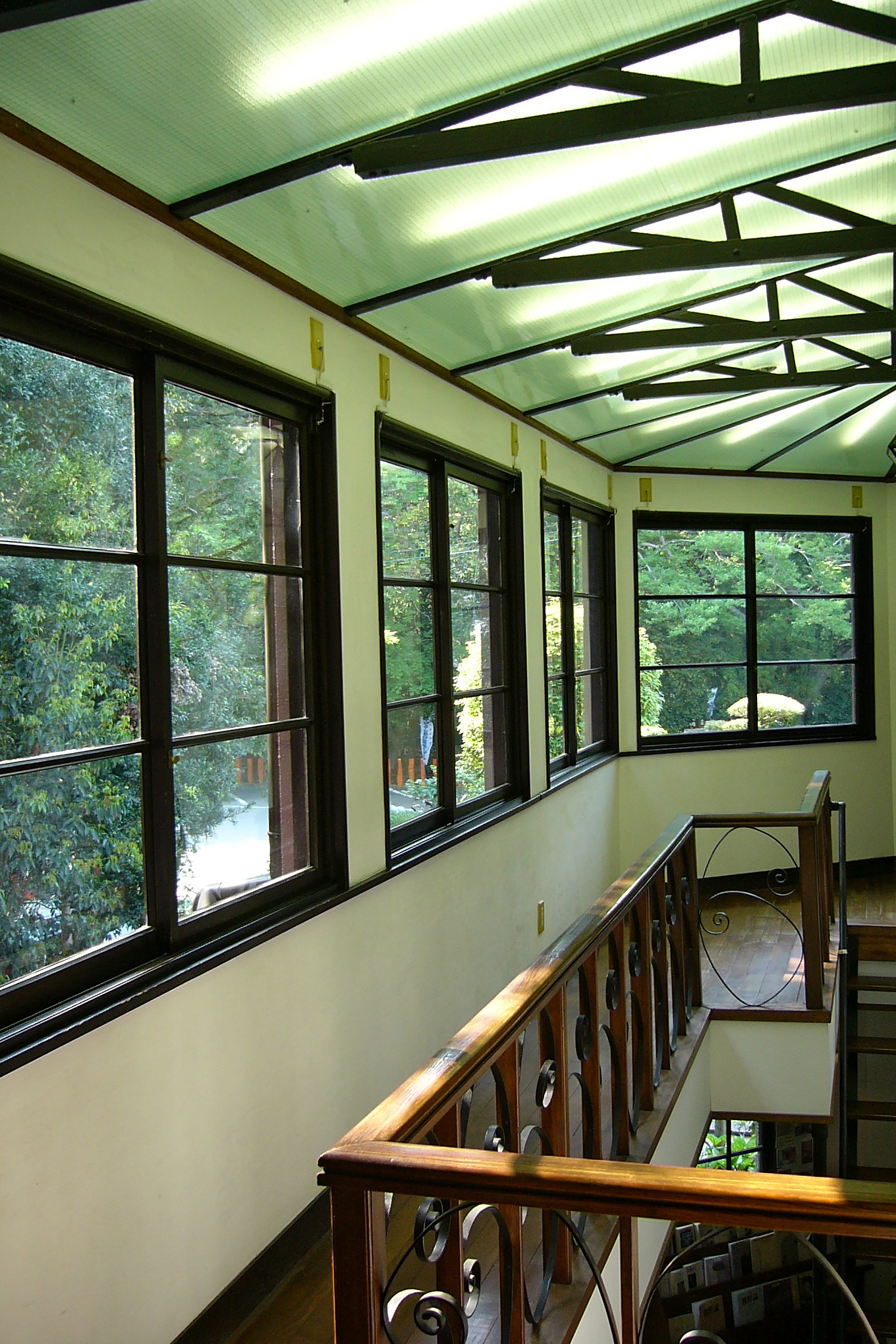
二楼

## 营业时间
- 周二至周日：上午九点至下午五点
- 周一闭馆

## 交通
- 西日本旅客铁道纪势本线新宫站